# Sheila Tlou

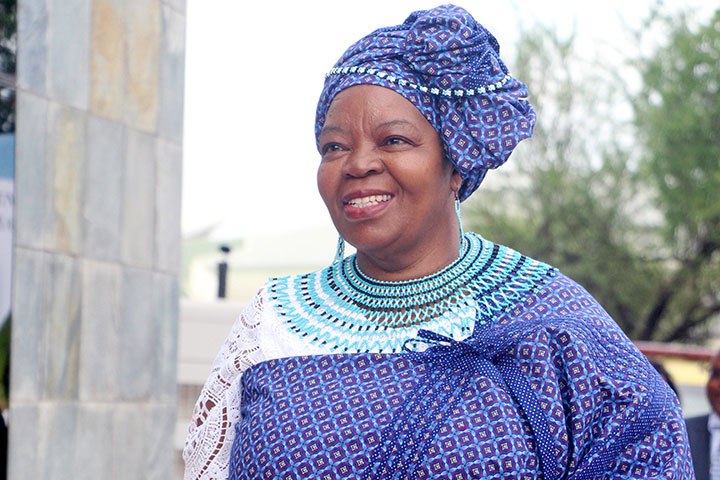
Sheila Tlou (2021)

Sheila Dinotshe Tlou ist eine botswanische Krankenpflegerin, Spezialistin für HIV/AIDS und Frauengesundheit sowie Pflegepädagogin. Außerdem ist sie Ko-Vorsitzende der Globalen HIV-Präventionskoalition UNAIDS und der internationalen Kampagne Nursing Now. Von 2004 bis 2008 war sie Gesundheitsministerin in Botswana, des Weiteren hat sie als Professorin für Krankenpflege an der University of Botswana unterrichtet. Tlou ist eine anerkannte visionäre Führungspersönlichkeit, Vorkämpferin und Aktivistin im Gesundheitsbereich.
Tlou hat mit Frauenorganisationen und nationalen Kampagnen zusammengearbeitet, um das Bewusstsein für AIDS in Botswana zu stärken. Sie hat sich dafür eingesetzt, die Stigmatisierung von AIDS zu verringern und HIV-positiven Menschen zu helfen, ihr Leben zu meistern.

## Werdegang
Sie wuchs in Botswana auf und besuchte eine Schule, die von irischen Nonnen unterrichtet wurde. Sie hatte eine Begabung für Sprachen und Schauspiel, und ihre ursprünglichen Karrierepläne richteten sich vorerst danach aus. Tlou machte 1974 ihren Abschluss an der Dillard University. Später studierte sie am Teachers College der Columbia University in den USA und erwarb einen Master in Erziehungswissenschaften (mit Schwerpunkt Lehrplan und Unterricht in den Gesundheitswissenschaften). Sie erwarb 1990 an der University of Illinois in Chicago ihren Doktortitel in kommunaler Gesundheitspflege und ein Diplom in Gender Issues. Im Jahr 2014 wurde sie von der Dillard University mit dem Ehrendoktor ausgezeichnet.

## Karriere
Von 1994 bis 1996 war sie Leiterin der Krankenpflegeausbildung an der University of Botswana, 1999 wurde sie als außerordentliche Professorin berufen, und von 2002 bis 2004 war sie die HIV/AIDS-Koordinatorin der Universität.
Tlou vertrat Botswana 1995 auf der Vierten Weltfrauenkonferenz in Peking. 2002 wurde sie in eine spezielle UN-Taskforce über Mädchen, Frauen und HIV/AIDS in Südafrika berufen. Darüber hinaus war sie als Beraterin für UNAIDS, die UN-Kommission und die Weltgesundheitsorganisation tätig. Sie nahm an den internationalen Treffen der Ausbilder der Gemeinschaft für das HIV Vaccine Trials Network teil. Sie war sieben Jahre lang UNAIDS-Regionaldirektorin für Ost- und Südliches Afrika, wo sie die AIDS-Bekämpfung in 21 afrikanischen Ländern leitete und politisch vorantrieb.
Nach den Parlamentswahlen im Oktober 2004 wurde Tlou am 9. November 2004 zur Gesundheitsministerin ernannt. Unter ihrer Führung führte Botswana die antiretrovirale Behandlung (ART) für alle HIV-Infizierten in Botswana ein und erreichte eine nahezu flächendeckende Versorgung, so dass die Mutter-Kind-Übertragungsrate von 30 % im Jahr 2003 auf 8 % im Jahr 2008 sank, während die Müttersterblichkeit aufgrund von AIDS von 38 % auf 9 % zurückging. Nach einer Niederlage bei den Vorwahlen der Botswana Democratic Party (BDP) in Palapye wurde Tlou am 1. April 2008 aus dem Kabinett entlassen, als Ian Khama das Amt des Präsidenten übernahm.
Ihre Leidenschaft für Schauspiel hatte sie ebenfalls nicht außer Acht gelassen: Sie spielte weiterhin in Amateurtheatern mit und bekam ihre erste größere Rolle, als sie 2008 als Gesundheitsministerin von Botswana in der BBC-Version von Ein Detektivin für Botswana mit Jill Scott, Anika Noni Rose und Idris Elba auf der Leinwand zu sehen war.
Tlou ist derzeit Ko-Vorsitzende der „Nursing Now Global Campaign“ und der „Global HIV Prevention Coalition“. Die globale HIV-Präventionskoalition wurde aus der Notwendigkeit heraus gegründet, die Lücke und den Anstieg der Neuinfektionen trotz der Erfolge bei Behandlung und Pflege anzugehen. Sie ist auch Kanzlerin der Botswana Open University (BOU), eine Ernennung, die ihr vom Präsidenten der Republik Botswana, Mokgweetsi Masisi, für den Zeitraum von Mai 2021 bis April 2026 verliehen wurde. Sheila Tlou, die einen Ph.D. in Pflegewissenschaft hat, löst Ponatshego Kedikilwe ab, der Ende 2020 als Kanzler in den Ruhestand ging.

## Auszeichnungen
- 2002: Anna Reynvaan Preis
- 2002: Ehrenorden des Präsidenten (Botswana)[12]
- 2003: Florence Nightingale Medaille[9]
- 2014: Princess Srinagarinda Award
- 2017: Christiane Reimann Award
- 2018: Muna Al Hussein Award

## Werke
Tlou ist Mitverfasserin eines umfassenden Nachschlagewerks für Menschen, die im Bereich HIV/AIDS in Afrika arbeiten: 
- Max Essex, Souleymane Mboup, Phyllis J. Kanki, Richard G. Marlink, Sheila D. Tlou, Molly Holme: AIDS in Africa. Raven, New York 1994 (2. Auflage (online): Springer US, New York (NY) 2002, ISBN 978-1-4757-8706-1)

## Persönliches
Sheila Tlou war mit Thomas Tlou (* 1. Juni 1932 in Gwanda, † 28. Juni 2010) verheiratet, einem Historiker und Repräsentant bei den UN, der ein früherer Vice-Chancellor der University of Botswana war.